# Takin' It to the Streets
| 전문가 평가                                | 전문가 평가 |
| 평가 점수                                  | 평가 점수   |
| 출처                                       | 점수        |
| ------------------------------------------ | ----------- |
| AllMusic                                   | [ 1 ]       |
| The Encyclopedia of Popular Music          | [ 2 ]       |
| The Great Rock Discography                 | 7/10        |
| MusicHound Rock: The Essential Album Guide | [ 4 ]       |
| Rolling Stone                              | (favorable) |
| The Rolling Stone Album Guide              | [ 6 ]       |
| The Village Voice                          | C+          |

《Takin' It to the Streets》는 미국의 록 밴드 두비 브라더스의 여섯 번째 스튜디오 음반이다. 이 음반은 1976년 3월 19일, 워너 브라더스 레코드에 의해 발매되었다. 마이클 맥도널드가 리드 보컬로 참여한 것은 이번이 처음이다.

## 배경
1974년 후반, 투어는 밴드, 특히 리더 톰 존스턴에게 타격을 주기 시작했다. 그가 위궤양 진단을 받았을 때, 《Stampede》를 지지하는 투어 동안 상황은 더 악화되었다. 그의 상태는 악화되었고 몇몇 공연은 취소되었다. 존스턴이 밴드와의 관계를 줄이도록 강요받자, 다른 멤버들은 그냥 그만두는 것을 고려했지만, 루이지애나주 배턴루지에 있는 동안 멤버 제프 백스터는 친구이자 동료 스틸리 댄 전 멤버인 마이클 맥도널드에게 전화를 걸 것을 제안했다. 맥도널드는 처음에 그가 그들이 원하는 것이 아니라고 느꼈고, 그에 따르면, "그들은 해먼드 B-3 오르간과 많은 키보드를 연주할 수 있는 사람을 찾고 있었고, 저는 작곡가/피아노 해커에 불과했습니다. 하지만 무엇보다 톰의 자리를 채워줄 가수를 찾고 있었던 것 같아요." 그는 그들과 함께 하기로 동의했고 뉴올리언스의 르파비용 호텔에서 그들을 만났고, 그곳에서 그들은 다음 이틀 동안 리허설을 하기 위해 창고로 이사했다. 일단 투어가 끝나면 끝날 것으로 예상했던 맥도널드는 밴드가 그를 다음 음반 작업을 위해 스튜디오로 초대했을 때 놀랐다.

## 곡 목록
| #  | 제목                         | 작사·작곡                             | 보컬              | 재생 시간 |
| -- | ---------------------------- | ------------------------------------- | ----------------- | --------- |
| 1. | 〈Wheels of Fortune〉        | 패트릭 시몬스, 제프 백스터, 존 하트먼 | 시몬스, 톰 존스턴 | 4:54      |
| 2. | 〈Takin' It to the Streets〉 | 마이클 맥도널드                       | 맥도널드          | 3:56      |
| 3. | 〈8th Avenue Shuffle〉       | 시몬스                                | 시몬스            | 4:39      |
| 4. | 〈Losin' End〉               | 맥도널드                              | 맥도널드          | 3:39      |

| #  | 제목                     | 작사·작곡                | 보컬             | 재생 시간 |
| -- | ------------------------ | ------------------------ | ---------------- | --------- |
| 5. | 〈Rio〉                  | 시몬스, 백스터           | 시몬스, 맥도널드 | 3:49      |
| 6. | 〈For Someone Special〉  | 티란 포터                | 포터             | 5:04      |
| 7. | 〈It Keeps You Runnin'〉 | 맥도널드                 | 맥도널드         | 4:20      |
| 8. | 〈Turn It Loose〉        | 존스턴                   | 존스턴           | 3:53      |
| 9. | 〈Carry Me Away〉        | 시몬스, 백스터, 맥도널드 | 맥도널드         | 4:09      |